# Chiesa di Santa Lucia al Borghetto
La chiesa di Santa Lucia al Borghetto si trova nel comune di Tavarnelle Val di Pesa, in provincia di Firenze, diocesi della medesima città.

## Storia
Il convento francescano sarebbe stato edificato dopo la visita di San Francesco d'Assisi in Valdipesa nel 1220, anche se la prima notizia documentata risale al 1278 ed è riportata in un testamento in cui la contessa Beatrice, figlia del conte Rodolfo degli Alberti di Capraia donava 25 lire ai frati del Borghetto.
Nel 1787 il convento venne soppresso e la chiesa ridotta a parrocchia. Tale situazione fu di breve durata perché già nel 1791 il possesso era ritornato ai frati. Ma anche questa situazione durò poco, infatti, nel 1808 avvenne la soppressione napoleonica e la chiesa fu nuovamente ridotta a uso parrocchiale sotto la guida di un frate secolare. Nel 1819 con la Restaurazione la chiesa tornò sotto la guida del clero secolare e in patronato della chiesa apparteneva ai frati francescano di Santa Croce di Firenze.

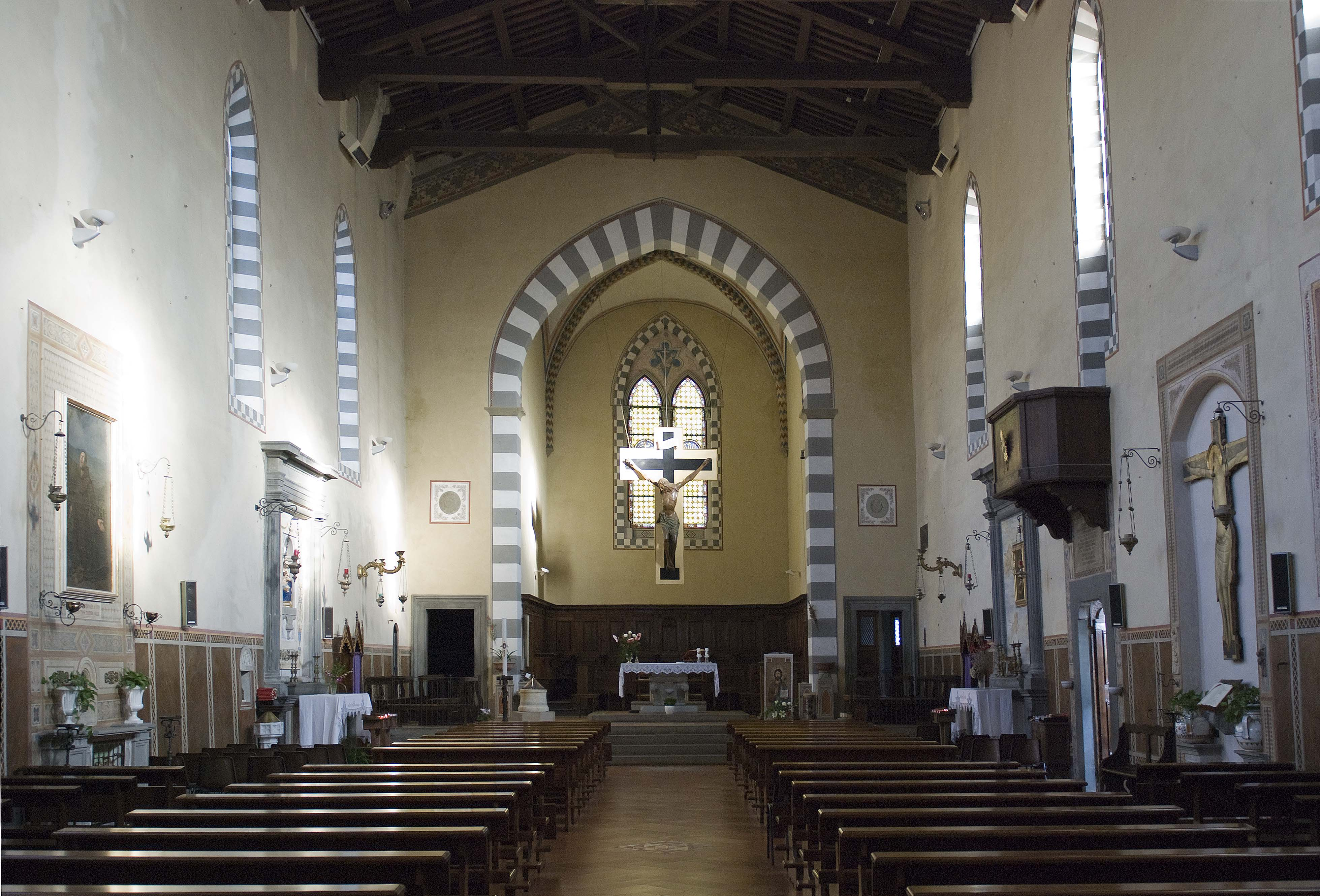
Interno

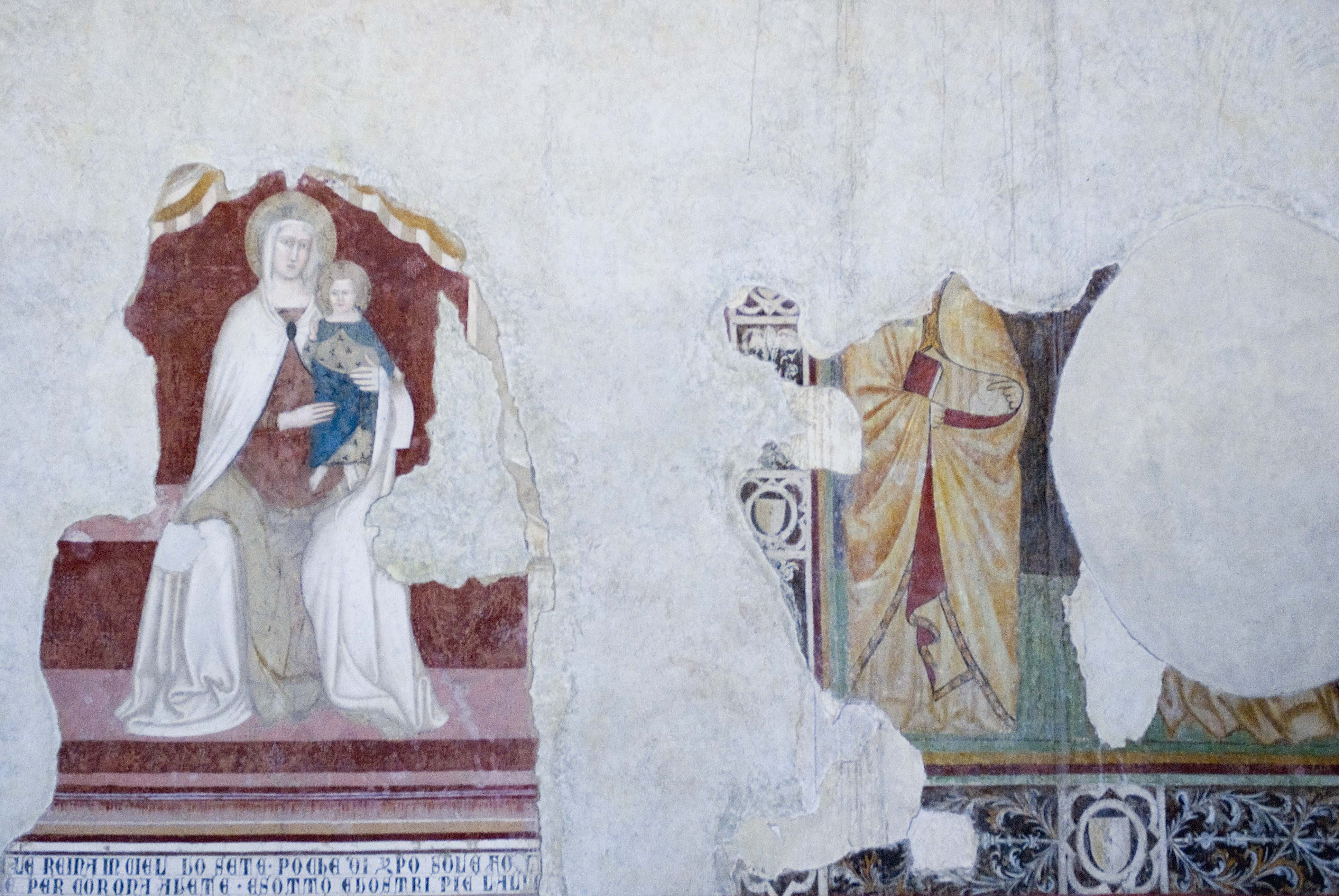
Affresco della Madonna col Bambino

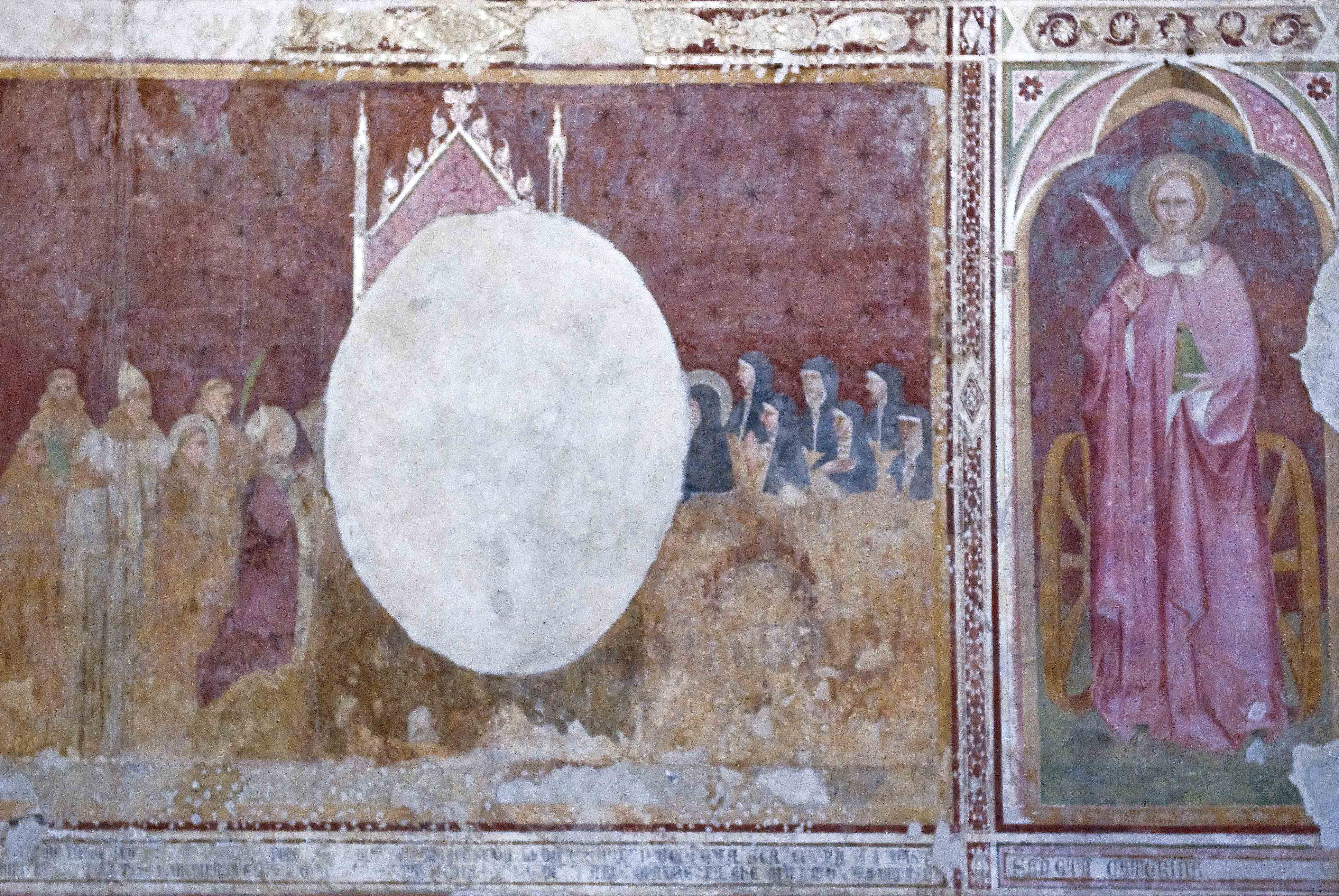
Affresco della Maestà

## Descrizione
La chiesa è uno dei migliori esempi di architettura gotica riscontrabile nel territorio chiantigiano.
Consta di un'unica ampia navata con copertura a capriate e scarsella quadrangolare, con volta a crociera illuminata da un'ampia bifora secondo le esigenze formali e culturali dell'ordine francescano. I francescani avevano bisogno di avere a disposizione delle strutture abbastanza vaste e ben illuminate che esprimessero un carattere di povertà ma anche della aule dove poter ricevere i fedeli e ammaestrali con la parola e le immagini che venivano affrescate sulle pareti.

### Esterno
La facciata all'inizio del XX secolo venne ristrutturata secondo lo stile neogotico e presenta un portale sopra al quale si trova una lunetta decorata con un affresco, abbastanza rovinato, raffigurante Madonna col Bambino tra due angeli realizzato nel XIV secolo; sulla destra del portale è murata una lastra sepolcrale trecentesca di un membro della famiglia Gherardini.

### Interno
Parimenti alla facciata anche l'interno fu ampiamente interessato dai restauri di inizio novecento.
Alle pareti furono rimessi in luce molti brani di un ciclo affrescato risalente alla seconda metà del XIV secolo; sulla parete destra si trovano le raffigurazioni di santi Monaci, santa Caterina d'Alessandria e Madonna in trono col Bambino tutti attribuiti al Maestro dell'Annunciazione dei Legnaioli; sulla parete sinistra Angelo annunciante.
Sulla parete destra si trova un Cristo crocifisso dipinto su tavola alla fine del XIV secolo e attribuito allo stesso maestro. All'altare maggiore è collocato un Crocifisso ligneo del XV secolo.
Nella cappella dell'Assunta, rimodernata in forme neorinascimentali nel 1927, si trova l'Annunciazione di Neri di Bicci datata 1471.